# José Alberto Carvalho
José Alberto dos Santos Carvalho, (Penacova, São Pedro de Alva, 12 de diciembre de 1967) es un periodista y locutor Portugués, antiguo Director de Servicios Informativos de la cadena TVI. Es presentador del Jornal das 8, junto con Judite Sousa.

## Biografía
Es hijo de Mário Borges Ribeiro de Carvalho (natural de Meda de Mouros) y de su esposa, Georgina Benido dos Santos (natural de Mouronho), ambos nacidos en el consejo de Tábua.
Alumno de la Escuela Superior de Periodismo de Porto, comenzó en Radios Piratas y Locales. Desde 1989, está en TSF y en Rádio Nova, donde es enviado a la República de Sudáfrica, para cubrir las primeras elecciones después del Apartheid. Inmediatamente, fue invitado por RTP, siendo presentador del telediario vespertino 'Jornal da Tarde', En 1992, se convierte en Presentador Ancla de SiC durante casi diez años hasta 2002, volviendo en ese mismo año a RTP, el cual dirigió los Servicios Informativos de la cadena pública hasta 2011, siendo también el Presentador Ancla del más antiguo telediario de la Televisión Portuguesa, Telejornal, siendo también presentador con el escritor y Periodista José Rodrigues dos Santos del telediario de historias humanas, "30 Minutos".
José Alberto Carvalho También es profesor en la Escuela de Comunicación Social en el Instituto Politécnico de Lisboa, donde enseña la disciplina "Taller de Periodismo Digital".
Cuatro días después del 18.º Aniversario de TVI, fue presentado como Director de Servicios Informativos de dicha cadena de Queluz de Baixo.
Actualmente presenta el Jornal das 8 con Judite de Sousa, de lunes a viernes en TVI. En 2015, dejó la Dirección de Servicios Informativos de TVI, para desempeñar funciones en la dirección de Media Capital, propietaria de la empresa televisiva TVI.

## Vida privada
De su relación de varios años con un periodista Sofía Pinto Coelho tiene dos hijas: Rita Pinto Coelho de Carvalho (Santa Maria de Belém, Lisboa, 21 de diciembre de 1994) y Joan Pinto Coelho de Carvalho (São Domingos de Benfica,Lisboa, 7 de septiembre de 1997).
Se casó con un periodista Marta Atalaya, en Alcacer do Sal el 3 de abril de 2004. Tienen un hijo y una hija: Duarte Atalaya de Carvalho (Lisboa, 9 de mayo de 2005) y María Atalaya de Carvalho (Lisboa, 19 de abril de 2009). Se separaron en marzo de 2013.